# Товар-и-Товар, Мартин
Мартин Товар-и-Товар (исп. Martín Tovar y Tovar; 10 февраля 1827, Каракас — 17 декабря 1902, Каракас) — один из самых выдающихся венесуэльских художников XIX века. Самой знаменитой его работой является изображение битвы при Карабобо, известностью также пользуются его изображения битв при Хунине и при Аякучо.

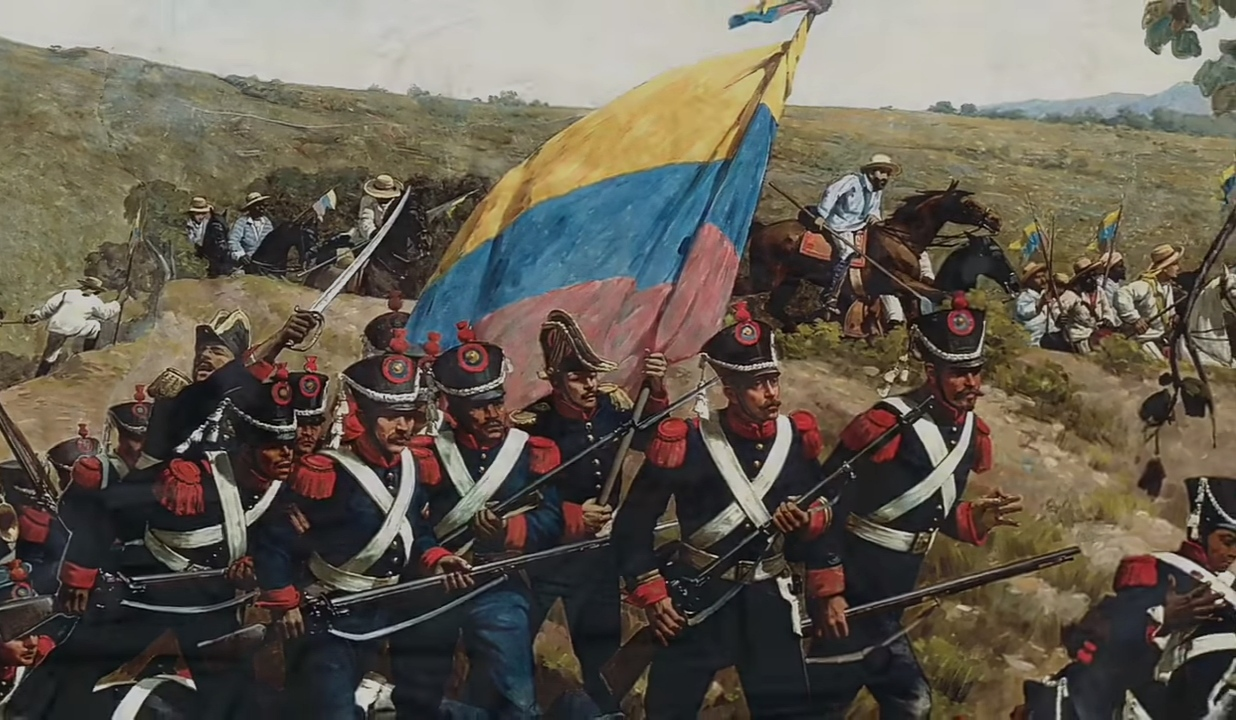
Деталь Битвы при Карабобо. Холст, масло.

Родившись в Каракасе, Товар-и-Товар получил первое художественное образование у себя на родине. В 1850 году он отправился в Испанию, чтобы продолжить своё обучение живописи в Королевской академии изящных искусств Сан-Фернандо в Мадриде. Он также учился в Школе изящных искусств в Париже между 1852 и 1855 годами. По возвращении в Каракас, Товар-и-Товар в 1869 году стал директором Академии изящных искусств Венесуэлы.
Начиная с 1872 года работы Мартин Товар-и-Товара занимают видное место на многочисленных выставках и галереях в Венесуэле, включая и самую раннюю Годовую выставку изящных искусств (исп. Exposición Anual de Bellas Artes). Тогдашний президент Венесуэлы Антонио Гусман Бланко поручил художнику украсить новую галерею Федерального законодательного дворца портретами выдающихся венесуэльцев.